# Saint-Broing
Saint-Broing é uma comuna francesa na região administrativa de Borgonha-Franco-Condado, no departamento de Alto Sona. Estende-se por uma área de 10,17 km². Em 2010 a comuna tinha 118 habitantes (densidade: 11,6 hab./km²).